# John Lee (juriste)
John Lee, KC, né le 6 mars 1733 et mort le 5 août 1793, est un avocat, homme politique et officier de justice anglais de la Couronne. Il aide aux débuts de l'unitarisme en Angleterre.

## Jeunesse
Né à Leeds, dans le Yorkshire, le 6 mars 1733, il est l'un des huit fils et des dix enfants du marchand de tissus Thomas Lee et de sa femme, Mary Reveley,. Après la mort de son père en 1736, il est principalement élevé par sa mère, dissidente et amie de Thomas Secker, plus tard archevêque de Cantorbéry, décédé en 1750.

## Carrière juridique
Lee est appelé au barreau de Lincoln's Inn et rejoint le circuit nord, où il obtient une part égale avec James Wallace de la direction. Il est procureur du roi et sergent pour le comté palatin de Lancaster de 1782 jusqu'à sa mort.
En avril 1769, Lee comparait devant la Chambre des communes avec John Glynn comme avocat de John Wilkes et des pétitionnaires contre l'élection du colonel Henry Luttrell pour Middlesex mais la pétition a échoué. Le gouvernement lui offre un siège à la Chambre et le titre de Conseiller du roi (KC) en 1769, et en 1770 solliciteur général de la reine, mais il refuse les deux offres pour des raisons politiques. Le 18 septembre 1769, il devient cependant enregistreur de Doncaster. La nomination est faite sous l'influence de Lord Rockingham, que Lee connait par la loi, et signale l'arrivée de Lee en tant que conseiller juridique des Rockingham Whigs. Dans l'agitation Wilkite de cette année-là autour de la Society of Gentlemen Supporters of the Bill of Rights, Rockingham amène Lee et Alexander Wedderburn à Wentworth Woodhouse, pour trouver une solution de compromis, et à la mi-septembre ils trouvent un précédent de 1701 pour une pétition à la Couronne pour dissoudre le Parlement.
En 1779, Lee est l'un des avocats de l'amiral Augustus Keppel (1er vicomte Keppel) lorsqu'il est jugé par une cour martiale pour sa conduite lors de la bataille d'Ouessant. Le procès à Portsmouth est politisé, Keppel étant un whig, et son commandant en second, Hugh Palliser, un conservateur, agissant pour l'accusation. Lorsque Keppel est acquitté, Lee ne prend aucune rémunération, mais Keppel lui donne son propre portrait, peint par Joshua Reynolds. En 1780, Lee devient conseiller du roi. Connu au barreau comme "l'honnête Jack Lee", il se distingue par son intégrité et amasse une grande fortune.

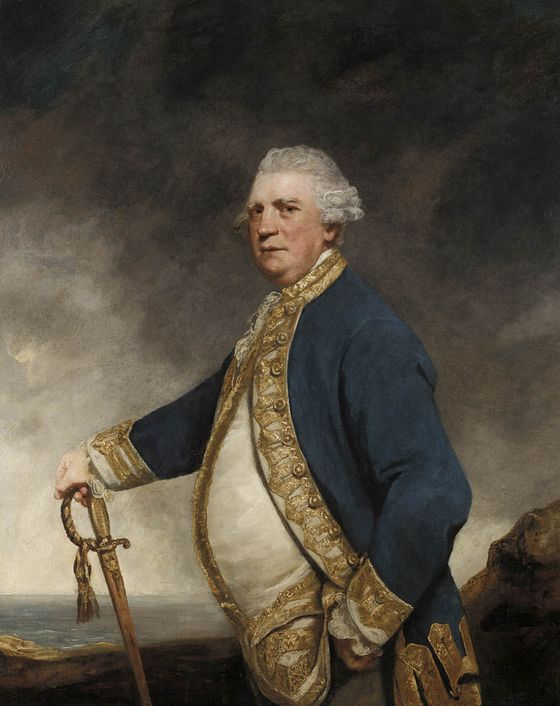
Portrait d'Augustus Keppel par Reynolds, offert à Lee par Keppel

## En politique
Dans la deuxième administration de Lord Rockingham, Lee est nommé solliciteur général, et siège au parlement pour Clitheroe. C'est un arrondissement de poche, contrôlé par Thomas Lister et la famille Curzon. Lister est un whig, Assheton Curzon un ministre conservateur, et quand les deux hommes s'entendent en 1790 pour partager le siège à deux membres, Lee perd. Cela signifie qu'il n'a pas de siège aux élections générales britanniques de 1790. Plus tard cette année-là, il est nommé à Higham Ferrers par le magnat whig William Fitzwilliam (4e comte Fitzwilliam) lors d'une élection partielle, le vicomte Duncannon préférant Knaresborough. Il siège ensuite dans cette circonscription jusqu'à sa mort .
Lee démissionne de ses fonctions à la mort de Rockingham, mais y retourne sous le duc de Portland, et à la mort de Wallace à la fin de 1783, il est promu procureur général pour l’Angleterre, et occupe le poste jusqu'au départ du duc de Portland. En politique, il est un homme de parti assidu. L'une de ses maximes est « Ne jamais parler en bien d'un ennemi politique ». John Wilkes parle de lui comme ayant été à la Chambre des communes "un chien des plus impudents"; Nathaniel Wraxall le qualifie de grossier et abusif, bien qu'il ait reconnu son intelligence: "un homme aux parties intellectuelles fortes, bien que de manières très grossières".

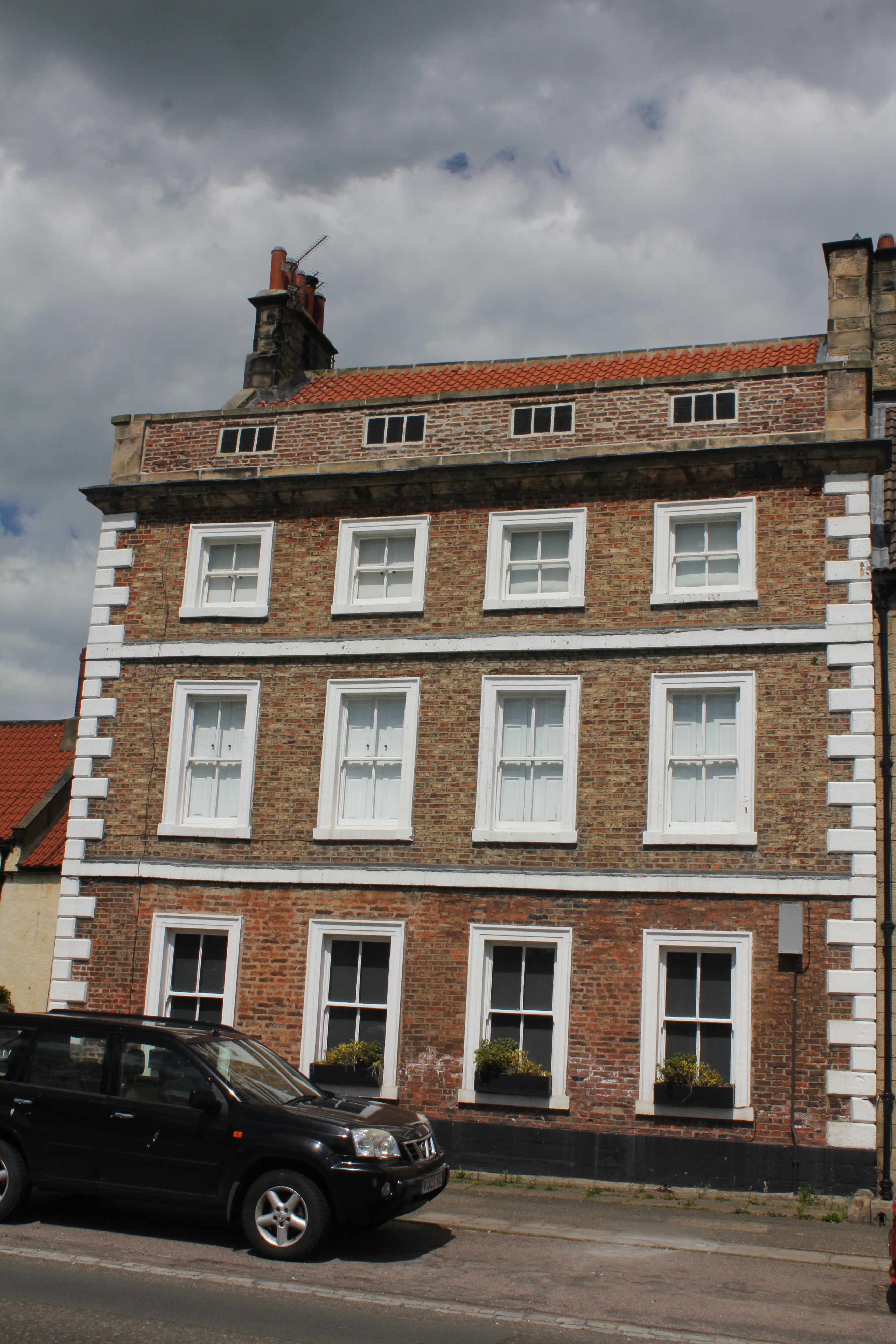
Malvern House, 7 Front Street, Staindrop, comté de Durham aujourd'hui, autrefois propriété de John Lee

## Mort et famille

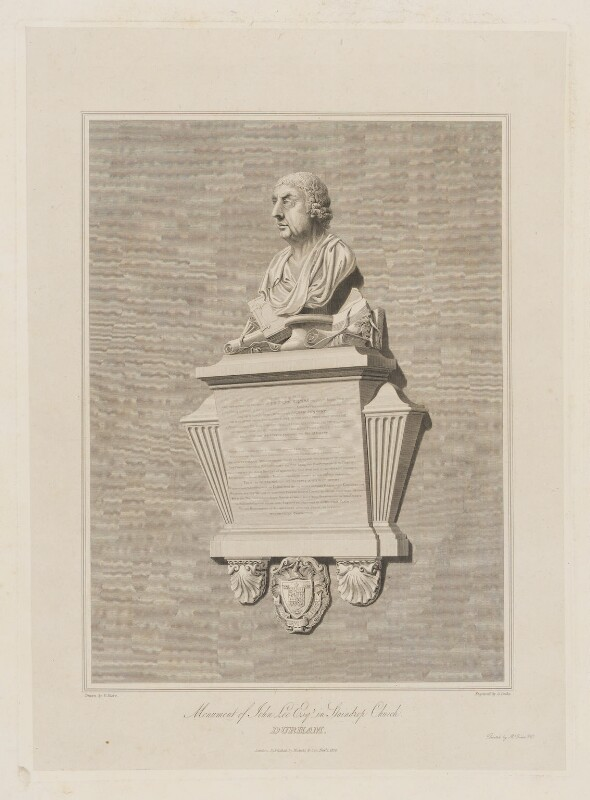
Monument à John Lee dans l'église Staindrop, Joseph Nollekens (1795)

Lee meurt d'un cancer le 5 août 1793, après avoir souffert de problèmes de santé et joué peu de rôle dans la politique à la fin de sa vie. Il est enterré à l'église Staindrop, dans le comté de Durham. Le monument, par Joseph Nollekens, est payé par le comte Fitzwilliam. Un buste de Lee par Nollekens se trouve dans The Rockingham Mausoleum.
Lee épouse en 1769 Mary Hutchinson (1734–1812), fille de William Hutchinson de Staindrop, et y obtient une maison et un domaine. Ils ont une fille, Mary Tabitha (1777–1851). Son beau-père est l'agent d'Henry Vane (2e comte de Darlington).

## Positions politiques
Joseph Priestley et Richard Price font partie des amis de Lee et il s'associe aux pro-américains et aux radicaux.

### "Honest Whig" et pro-américain
Lee connait Benjamin Franklin par le biais du club de café Whig - le « club des Honest Whigs » de Franklin de sa première mission à Londres (1757-1762) - qu'il fréquente avec Priestley, Price et Andrew Kippis, et présente Priestley à Edmund Burke. Lors d'une visite ultérieure de Franklin, celle de 1773–5, Lee est l'un de ceux qui se rencontrent à Ludgate Hill, au London Coffee House. C'est le soi-disant "club de quinzaine".
Lors de l'audience du Conseil privé de Franklin en 1774, sur l'affaire Hutchinson Letters, Lee est son avocat, en tant que second de John Dunning. Avec Thomas Townshend, Lee est attaqué en 1775 par John Shebbeare écrivant comme un hack du gouvernement pour l'administration de Lord North,.

### Vues religieuses et chapelle d'Essex Street
De par ses antécédents familiaux à Leeds, Lee est associé à la chapelle de Mill Hill, qui est de facto unitarienne. Ses propres opinions sont influencées par son ami Priestley. Il rencontre Theophilus Lindsey par Priestley et William Turner de Wakefield, à la fin des années 1760. Il est un soutien des promoteurs de la pétition Feathers Tavern de 1772 au Parlement, demandant la levée des restrictions sur les dissidents religieux.
L'une des figures de proue de la pétition est Theophilus Lindsey, un prêtre de l'Église d'Angleterre, qui en 1773 démissionne de sa cure dans le Yorkshire en raison de scrupules religieux de conscience, une étape contre la volonté de Lee car il y a de fortes chances que son remplaçant soit de la Haute Église ou un évangélique, plutôt qu'un libéral. En 1774, Lee aide Lindsey à établir la première congrégation manifestement unitarienne en Angleterre. C'est Lord Shelburne, un bailleur de fonds, qui dirige Lee et Sir George Saville vers les unitariens de Lindsey. Avant l' Acte de 1813, il était illégal de nier la doctrine de la Trinité, mais le tempérament de l'époque permet une certaine latitude. Lee persuade les juges londoniens concernés d'enregistrer la Essex Street Chapel et assiste au sermon inaugural de Lindsey . En 1775, Lee, Lindsey et sa femme et Priestley se réunissent régulièrement le dimanche matin.
Lee est connu comme un non-conformiste. Avec William Fowle Middleton, il vote au parlement en 1789 pour une aide juridique pour les dissidents, lorsque les Test Acts et Corporation Act sont débattus.

### Dernières années
En 1779, Burke consulte Lee sur ses propres affaires et sur une affaire concernant l'officier de l'armée irlandaise Bigoe Armstrong (mort en 1794). Avec Charles James Fox et d'autres, Lee travaille avec succès pour la libération de John Trumbull, pendant la guerre d'indépendance américaine. Dans le petit groupe de Rockingham Whigs impliqué dans la pétition de l'Association du Yorkshire au début de 1780, avec Shelburne, Burke, Keppel et George Byng, il écrit à nouveau à Christopher Wyvill pour soutenir l'Association en 1782,.
John Burgoyne, en liberté conditionnelle en Angleterre après sa capture par l'armée continentale, est rappelé en Amérique en 1781. Les conseils de Lee et Charles James Fox conduisent à un appel à Benjamin Franklin, mené par Burke.
Dans l'affaire Fytch, Lee gagne l'affaire, sur une caution de démission donnée pour une cure d'église, devant la Cour des plaidoyers communs en 1782 contre l'évêque de Londres, au nom de Lewis Disney Fytche. La décision est annulée en appel.
Samuel Heywood est l'un des amis de Lee du circuit nord. En 1783, Lee représente les propriétaires du navire négrier Zong devant le tribunal, après que ses propriétaires aient tenté de forcer leurs assureurs à les payer pour la perte de 132 esclaves assassinés par l'équipage du navire. Son argument juridique invoque le concept d'esclavage mobilier et devient notoire dans les cercles abolitionnistes ; cela ne peut être considéré comme son opinion personnelle, et il en va de même pour Heywood, un autre dissident de l'équipe juridique des assureurs.